# Hieny cmentarne

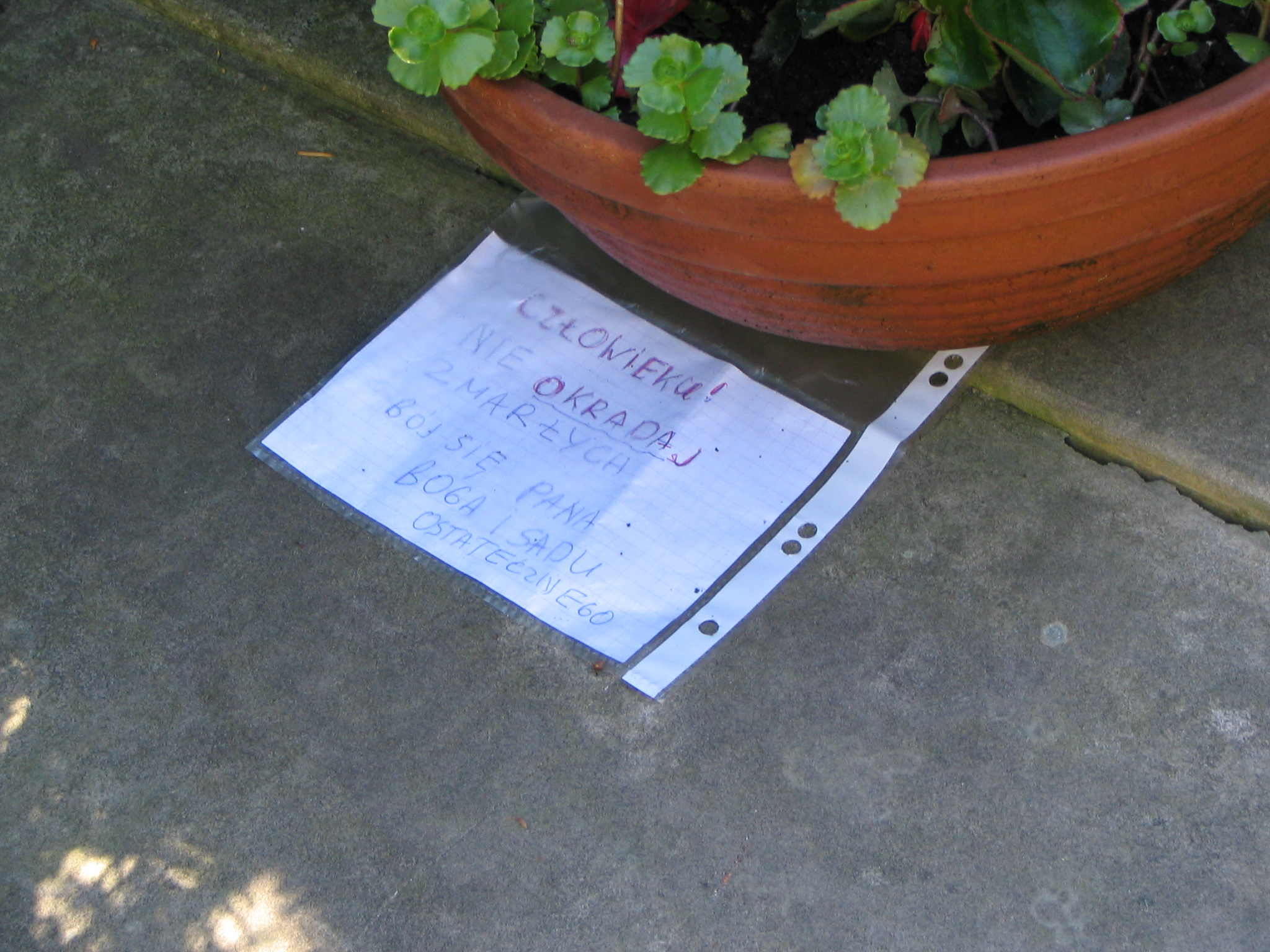
Apel właściciela grobu o nieokradanie na Cmentarzu Powązkowskim w Warszawie

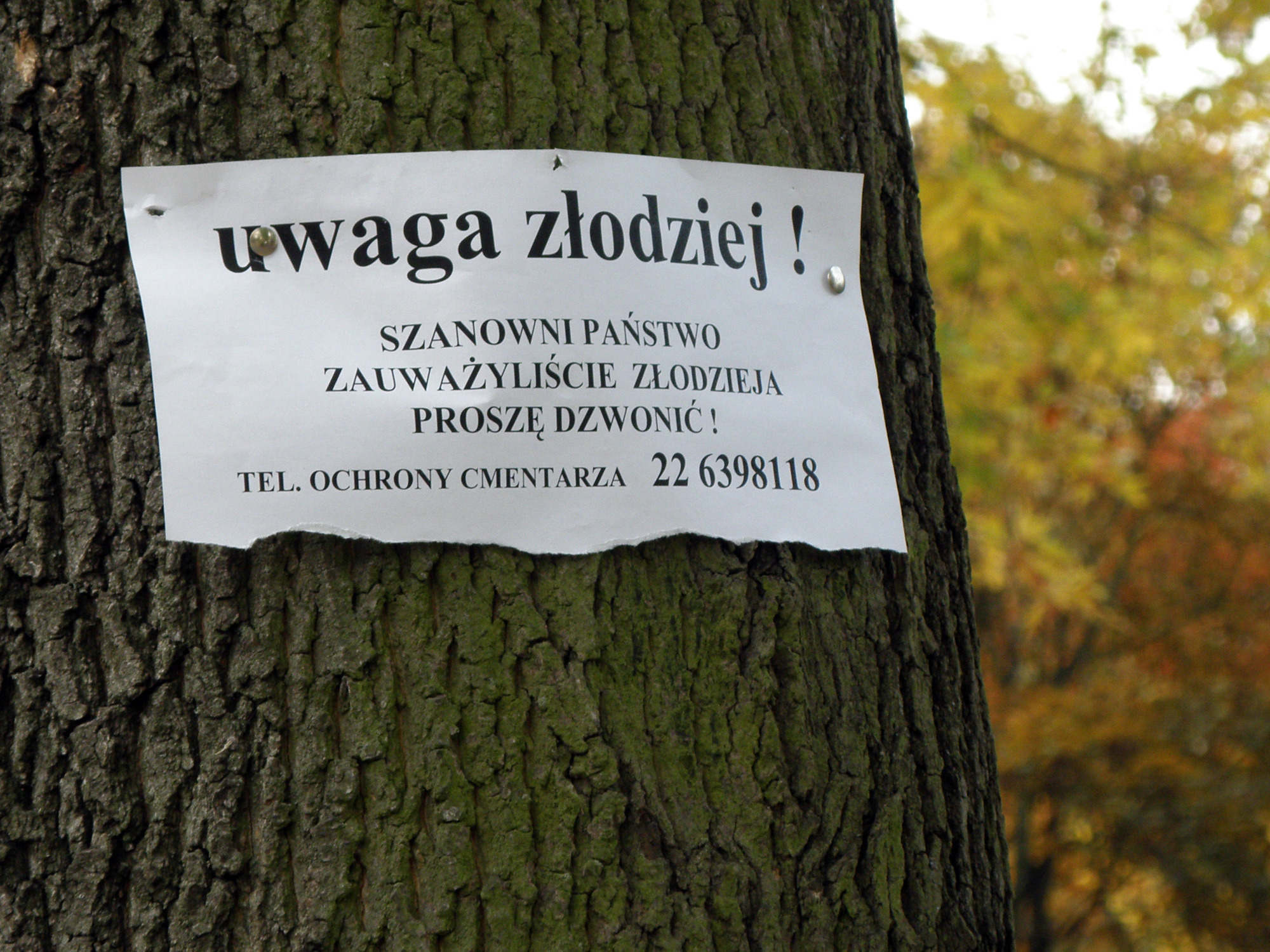
Apel służb cmentarnych o informowanie w przypadku kradzieży na Powązkach Wojskowych w Warszawie

Hieny cmentarne – związek frazeologiczny określający osoby zajmujące się kradzieżą zwłok i rabowaniem miejsc ich pochówków w celu zdobycia wartościowych przedmiotów złożonych w grobach lub ozdabiających je. Kradzione są m.in. metalowe krzyże, medaliony, figury i inne zdobienia, które zostają spieniężane na skupach złomu, a także osobiste pamiątki, kwiaty i znicze.
W szerszym znaczeniu termin odnosi się do „poszukiwaczy starożytności”, którzy nie przejawiają szacunku wobec ciał zmarłych oraz miejsc pochówku, z których pochodzą zabrane obiekty. Miejsca te, zwłaszcza związane z dawnymi społecznościami i kulturami, są nie tylko źródłem wiedzy (np. na temat wierzeń i rytuałów związanych ze śmiercią), ale również zawierają cenne, historyczne artefakty. Z tego powodu rozgrabianie miejsc historycznych stanowi problem dla archeologów. Począwszy od średniowiecza, skupiano się na poszukiwaniu złota i cennych przedmiotów historycznych ze względu na ich wartość materialną lub religijną. Istnieje rozbudowany i trudno dostępny czarny rynek handlu zrabowanymi przedmiotami. Osoby trudniące się tym procederem, niszczą grobowce w Egipcie czy Chinach, świątynie w Indiach, pozostałości po kulturze Majów i inne lokalizacje ważne z punktu widzenia historii. 
Ponadto termin hiena cmentarna odnosi się do osób, które wzbogacają się kosztem innych, działając niejawnie i wykorzystując cudze nieszczęście.
Termin może również odnosić się do osób, które w sposób nieetyczny rywalizują o dziedzictwo po zmarłym. Skandale związane z nieetycznymi działaniami zakładów pogrzebowych spowodowały, że przedstawiciele tej branży są określani „hienami” lub „sępami”.